# Julie Harris
Julia Ann "Julie" Harris (Grosse Pointe Park, Míchigan; 2 de diciembre de 1925 - West Chatham, Massachusetts; 24 de agosto de 2013) fue una actriz estadounidense. A lo largo de sus más de 60 años de carrera, incursionó en teatro, cine y televisión. Sus interpretaciones la hicieron acreedora de cinco premios Tony, tres premios Emmy y una nominación el premio Óscar.
Debutó en Broadway a mediados de la década de 1940 actuando en la obra teatral It’s a gift. Tras intervenir en otras piezas teatrales se unió al Actor's Studio. Dos producciones consecutivas, The member of the wedding y I am a camera, fueron las que la consagraron como intérprete teatral. Posteriormente protagonizó las versiones cinematográficas de ambas, realizadas en Hollywood y Londres por Fred Zinnemann y Henry Cornelius, respectivamente.
Desde entonces, Harris intervino en otras obras teatrales, entre ellas El zoo de cristal, Macbeth, The gin game, Emily Dickinson, la bella de Amherst, Cuarenta kilates, Voces, La alondra, Edipo Rey, Hamlet, Cartas de amor y El camino a La Meca. Dichos trabajos le proporcionaron nueve candidaturas al premio Tony a la mejor actriz principal de una obra, ganándolo en cinco ocasiones. Por su trayectoria recibió el premio Tony a los logros de por vida en 2001.

## Carrera artística

### Primeros pasos
Estudió arte dramático en Yale y, sin haber cumplido los veinte años, debuta en Broadway con la obra It’s a gift. Trabajó sin descanso en numerosas obras antes de unirse al Actor's Studio, y dos producciones consecutivas (The member of the wedding y I am a camera) la consagran, en primer lugar, sobre los escenarios, reconduciéndola además hacia el cine: protagonizará las versiones cinematográficas de ambas, realizadas en Hollywood y Londres por Fred Zinnemann y Henry Cornelius, respectivamente. Es más, por la primera es candidata al Óscar a la mejor actriz en 1952.

### Teatro
En teatro ha protagonizado incontables puestas en escena en Broadway, Chicago y a través de los Estados Unidos. Se la recuerda por sus papeles en El zoo de cristal, Macbeth, The gin game, Emily Dickinson, la bella de Amherst; Cuarenta kilates, Voces, La alondra, Edipo Rey, Hamlet, Cartas de amor y El camino a La Meca.

### Cine

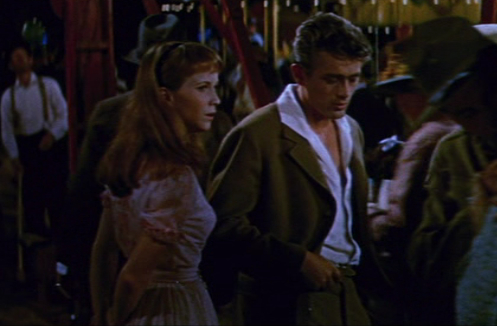
Harris junto a su colega James Dean en una escena de la película East of Eden.

Harris debutó en el cine en 1952 en la película The Member of the Wedding, adaptación de la obra de teatro homónima escrita por Carson McCullers. Este filme le valió una nominación al premio Oscar por mejor actriz. Allí fue dirigida por Fred Zinnemann y compartió escena con Ethel Waters y Brandon De Wilde. Posteriormente protagonizó junto a James Dean el largometraje Al Este del Edén, bajo la dirección de Elia Kazan, también con gran éxito de crítica y taquilla.
Trabajó junto a Laurence Harvey y Shelley Winters en la película I Am a Camera (Soy una cámara), de 1955, bajo la dirección de Henry Cornelius. Se trató de una adaptación de la pieza teatral homónima que la propia Harris representó en teatro. Su interpretación la hizo acreedora de una nominación al premio BAFTA por mejor actriz.
Sus interpretaciones en Requiem for a Heavyweight, The Haunting (adaptación fílmica de la novela gótica The Haunting of Hill House de la escritora norteamericana Shirley Jackson en la que destaca su interpretación de Eleanor Lance, figura central del guion), Harper, investigador privado, Ya eres un gran chico, Reflejos en un ojo dorado, Voyage of the Damned (El viaje de los malditos), Ola de crímenes, ola de risas y Gorilas en la niebla dan la medida de una carrera tan variada como notable.

### Televisión
La trayectoria televisiva de Harris es igualmente impresionante, tanto en premios, tiene dos Emmy por Little moon of Alban y Victoria Regina y otras nueve candidaturas, como en volumen y calidad. Trabajó en numerosas adaptaciones televisivas de clásicos literarios (Casa de muñecas, La heredera, El poder y la gloria, Pigmalión, entre otros) y en multitud de programas y series (Actor’s Studio, Goodyear Televisión playhouse, Match Game, Play of the week, Rawhide, Tarzán, Bonanza, The name of the game y Colombo).

## Premios y distinciones
Premios Óscar
| Año  | Categoría    | Película          | Resultado |
| ---- | ------------ | ----------------- | --------- |
| 1953 | Mejor actriz | Frankie y la boda | Nominada  |

Premios BAFTA
| Año  | Categoría               | Película      | Resultado |
| ---- | ----------------------- | ------------- | --------- |
| 1956 | Mejor actriz extranjera | I Am a Camera | Nominada  |

Premios Primetime Emmy
| Año  | Categoría                                       | Película                 | Resultado |
| ---- | ----------------------------------------------- | ------------------------ | --------- |
| 1956 | Mejor actriz - Miniserie o telefilme            | Wind From The South      | Nominada  |
| 1959 | Mejor actriz - Miniserie o telefilme            | Little Moon of Alban     | Ganadora  |
| 1960 | Mejor actriz - Miniserie o telefilme            | Ethan Frome              | Nominada  |
| 1962 | Mejor actriz - Miniserie o telefilme            | Victoria Regina          | Ganadora  |
| 1965 | Mejor logro individual en entretenimiento       | The Holy Terror          | Nominada  |
| 1967 | Mejor actriz - Miniserie o telefilme            | Anastasia                | Nominada  |
| 1977 | Mejor actriz - Miniserie o telefilme            | The Last of Mrs. Lincoln | Nominada  |
| 1982 | Mejor actriz de reparto - Serie dramática       | Knots Landing            | Nominada  |
| 1988 | Mejor actriz de reparto - Miniserie o telefilme | The Woman He Loved       | Nominada  |
| 1998 | Mejor actriz de reparto - Miniserie o telefilme | Ellen Foster             | Nominada  |
| 2000 | Mejor actuación de voz                          | Not for Ourselves Alone  | Ganadora  |

Premios Tony
| Año  | Categoría                                    | Obra                     | Resultado |
| ---- | -------------------------------------------- | ------------------------ | --------- |
| 1952 | Mejor actriz principal en una obra de teatro | I Am a Camera            | Ganadora  |
| 1956 | Mejor actriz principal en una obra de teatro | The Lark                 | Ganadora  |
| 1964 | Mejor actriz principal en una obra de teatro | Marathon '33             | Nominada  |
| 1966 | Mejor actriz principal en un musical         | Skyscraper               | Nominada  |
| 1969 | Mejor actriz principal en una obra de teatro | Forty Carats             | Ganadora  |
| 1973 | Mejor actriz principal en una obra de teatro | The Last of Mrs. Lincoln | Ganadora  |
| 1974 | Mejor actriz principal en una obra de teatro | The Au Pair Man          | Nominada  |
| 1977 | Mejor actriz principal en una obra de teatro | The Belle of Amherst     | Ganadora  |
| 1991 | Mejor actriz principal en una obra de teatro | Lucifer's Child          | Nominada  |
| 1997 | Mejor actriz principal en una obra de teatro | The Gin Game             | Nominada  |
| 2002 | Special Lifetime Achievement Tony Award      | —                        | Ganadora  |

Premios Grammy
| Año  | Categoría           | Trabajo              | Resultado |
| ---- | ------------------- | -------------------- | --------- |
| 1978 | Mejor álbum hablado | The Belle of Amherst | Ganadora  |